# 購物公園駅
購物公園駅（こうぶつこうえん-えき）は中華人民共和国深圳市福田区に位置する深圳地下鉄1号線（羅宝線）と3号線（竜崗線）の駅。在深圳日本人の間などでは意訳した「買物公園駅」と称されることもある。

## 駅構造
- 島式ホーム1面2線を有する地下駅。開業当初からホームドア設置。駅構内は赤と白を基調としたデザインとなっている。

| 羅宝線ホーム (B2F) | ←■羅宝線 機場東方面 |
| 羅宝線ホーム (B2F) | 島式ホーム          |
| 羅宝線ホーム (B2F) | ■羅宝線 羅湖方面→   |
| 竜崗線ホーム (B3F) | ←■竜崗線 益田方面   |
| 竜崗線ホーム (B3F) | 島式ホーム          |
| 竜崗線ホーム (B3F) | ■竜崗線 双竜方面→   |

| 改札付近 | ホーム | 竜崗線のホーム |

## 駅周辺
深圳の行政が移転している新都心・中心区の中心となっている。
- 購物公園（ココパーク）
- 購物公園
- 市電信大厦
- 投資大厦
- 天虹購物広場

## 歴史
- 2004年12月28日 - 1号線（羅宝線）開業。
- 2011年6月28日 - 3号線（竜崗線）開業。

## 隣の駅
深圳地下鉄
■1号線（羅宝線）
香蜜湖駅 - 購物公園駅 - 会展中心駅
■3号線（竜崗線）
石廈駅 - 購物公園駅 - 福田駅